# Jelzőlámpa-protokoll
A jelzőlámpa-protokoll (angolul Traffic Light Protocol, rövidítve TLP) az érzékeny információk osztályozására szolgáló rendszer, amelyet a 2000-es évek elején hozott létre az Egyesült Királyság kormányának Nemzeti Infrastruktúra-biztonsági Koordinációs Központja annak érdekében, hogy ösztönözze az érzékeny információk nagyobb mértékű megosztását.

## A protokoll koncepciója
Az alapvető koncepció szerint a szerzőnek jeleznie kell, hogy milyen széles körben szeretné az információt a közvetlen címzetteken túl is terjeszteni. Célja az egyének, szervezetek vagy közösségek közötti információáramlás javítása ellenőrzött és megbízható módon. Fontos, hogy a jelzőlámpa-protokollal megjelölt kommunikációt kezelő személyek megértsék és betartsák a protokoll szabályait. Csak ezután alakulhat ki a bizalom, és csak akkor valósulhatnak meg az információmegosztás előnyei. A jelzőlámpa-protokoll azon az elképzelésen alapul, hogy a szerző az információt a négy szín egyikével jelöli annak jelzésére, hogy a címzett milyen továbbterjesztést végezhet, ha egyáltalán végezhet. A címzettnek konzultálnia kell a szerzővel, ha szélesebb körű terjesztésre van szükség. 
A jelzőlámpa-protokollra számos jelenlegi specifikáció létezik.
- Az ISO/IEC-től, az ágazatok és szervezetek közötti kommunikáció információbiztonság-kezeléséről szóló szabvány részeként.[1]

- A FIRST-től, amely különleges érdekcsoportot hozott létre a jelzőlámpa-protokoll színei szabványosított definícióinak és a használatukra vonatkozó útmutatásnak a kidolgozására[2]. 2016. augusztus 31-én a FIRST közzétette a szabvány 1.0-s verzióját[2], majd 2022. augusztus 5-én a 2.0-s verzióval váltotta fel.[3]

A CISA 2022. november 1-jén hivatalosan elfogadta a FIRST szabvány 2.0-s verzióját.

## A TLP négy színének és jelentésük összefoglalása
Négy szín (vagy jelzőlámpa) létezik:
- RED  (PIROS) – személyes, csak a megnevezett címzettek számára

Például egy megbeszélés kapcsán a PIROS információ csak a megbeszélésen jelenlévőkre korlátozódik. A PIROS információk terjesztése általában egy meghatározott listán keresztül történik, és szélsőséges körülmények között csak szóban vagy személyesen adható át.
- AMBER  (BOROSTYÁN) – korlátozott terjesztés

A címzett a BOROSTYÁN megjelölésű információkat megoszthatja a szervezetén belül másokkal és az ügyfeleivel, de csak a szükséges ismeretek alapján. A szerzőtől elvárható, hogy meghatározza a megosztás tervezett korlátait.
A TLP 2.0-s verziójában bevezetett  AMBER+STRICT  (BOROSTYÁN+SZIGORÚ) a megosztást csak a szervezetre korlátozza.
- GREEN  (ZÖLD) – közösségi szinten

Az ebbe a kategóriába tartozó információk széles körben terjeszthetők egy adott közösségen belül. Az információ azonban nem tehető közzé vagy nem osztható meg az interneten, és nem adható ki a közösségen kívülre. Megjegyzés: ha a „közösség” nincs meghatározva, akkor feltételezzük a kiberbiztonsági/védelmi közösséget.
- CLEAR  (VILÁGOS) – korlátlan, korábban:  WHITE  (FEHÉR) – korlátlan

A VILÁGOS/FEHÉR információk a szokásos szerzői jogi szabályok betartásával szabadon, korlátozás nélkül terjeszthetők.
A gyakorlatban egy dokumentum besorolását a „TLP” rövidítéssel jelölik, amelyet egy kettőspont és a besorolási szint követ, például: „TLP:RED”.

## Fordítás
Ez a szócikk részben vagy egészben  a   Traffic Light Protocol című angol Wikipédia-szócikk ezen változatának fordításán alapul.  Az eredeti cikk szerkesztőit annak laptörténete sorolja fel. Ez a jelzés csupán a megfogalmazás eredetét és a szerzői jogokat jelzi, nem szolgál a cikkben szereplő információk forrásmegjelöléseként.

## Külső hivatkozások
- Forum of Incident Response and Security Teams
- U.S. Department of Homeland Security